# 군외국민학교 서화도분실
군외국민학교 서화도분실은 대한민국 전라남도 완도군 군외면에 있었던 국민학교 분실이다.

## 역사
- 일자미상 군외국민학교 서화도분실 개설 인가
- 1977년 9월 15일 서화도분실 개설, 도서벽지학교 '을'급 지정
- 1986년 1월 1일 도서벽지학교 '나'급 조정
- 1988년 2월 29일 폐실 및 군외국민학교 통폐합